# Stagno di Pauli Biancu Turri
Lo stagno di Pauli Biancu Turri è una zona umida situata nel comune di Terralba, in prossimità della costa occidentale della Sardegna. Ha una superficie di 0,12 km² e una salinità media di 34,22 psu.

In base alla direttiva "Uccelli" n. 79/409/CEE adottata dell'Unione europea il sito è stato classificato zona di protezione speciale (ZPS) in quanto habitat ideale per le popolazioni di uccelli selvatici migratori.
Condivide la stessa area ZPS (ITB034004) con lo stagno di San Giovanni e le lagune di Marceddì e Corru S'Ittiri.

Lo stagno appartiene al demanio della Regione Sardegna che concede lo sfruttamento professionale delle sue risorse ittiche; viene esercitata l'attività di pesca a diverse specie tra cui orate, spigole, anguille, muggini, granchi, vongole e arselle.